# 霞 (広島市)
霞（かすみ）は、広島市南区に位置する地区であり、ここでは同区内で町名に「霞」を含む各町を包括する地区とする。旧町名は「霞町」（ - ちょう）。

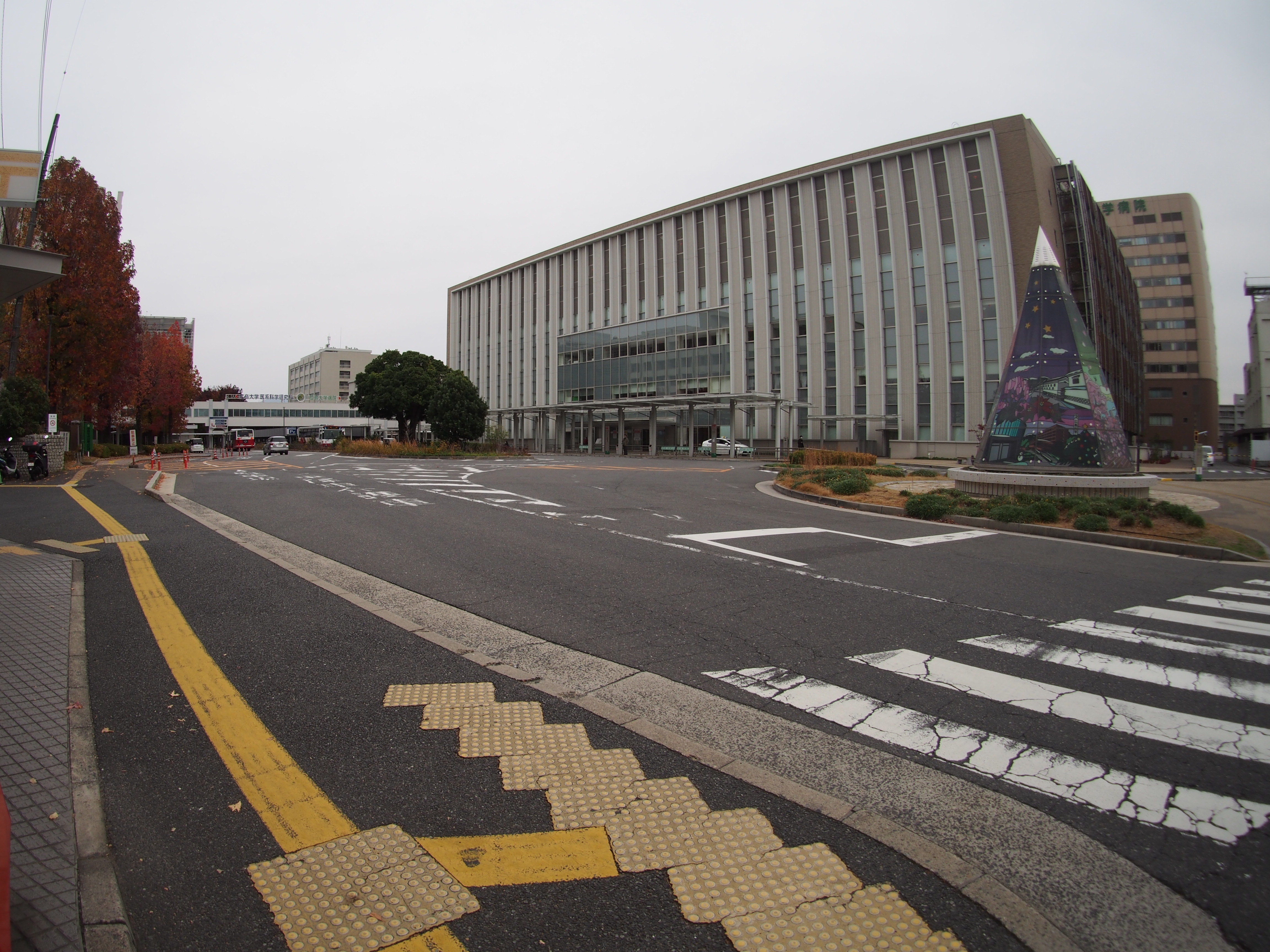
広大霞キャンパス / 霞地区のかなりの割合を占める

## 概要

### 地理
広島市を流れる太田川の支流のうち猿猴川と京橋川に挟まれた三角州の内陸部、中央やや北側に位置する。

### 地誌
本地区の西側の境界はかつての国鉄宇品線であり、地区は中ほどを横断する国道2号線（新広島バイパス）で南北に区切られている。戦前においては地区の半分近くが陸軍用地（広島陸軍兵器補給廠）によって占められていたが、現在ではこれを継承する広島大学霞キャンパス・中国四国管区警察学校・市立段原中のほか比治山女子中・高などの教育・研修施設が立地しており、近隣の出汐・翠と併せ、京橋川を隔てた千田町（中区）と並ぶ市内有数の文教地区を構成している。

### 住所表記
- 霞（かすみ）一・二丁目 - 国道の北側に位置する。
- 西霞町（にしかすみちょう） - 国道の南側に位置する。
- 東霞町（ひがしかすみちょう） - 同上。

### 隣接している地区
- 北側：南区段原
- 南側：南区本浦・大河・旭町
- 西側：南区出汐
- 東側：南区東雲

## 歴史
霞地区は江戸時代初期の1662年（寛文2年）から翌1663年（同3年）にかけて造成された埋立地「東新開」（ひがししんがい / 「仁保島東新開」とも）の一部である。東新開は現在でいう東雲地区をも包括しており、広島城下「新開組」に属し1889年（明治22年）の広島市制施行以後は広島市に編入、ついで1916年（大正5年）に東新開町と改称された。
1933年（昭和8年）12月1日、この東新開町が東半部の東雲町と西半部の霞町とに分割されたことにより現在の霞という町名が誕生した。当時の霞町の北半分は1906年設置の陸軍兵器支廠の敷地であり、南半はレンコンなどを栽培する近郊農業地帯であった。1940年昭和高等女学校（現在の比治山女子中学校・高等学校の前身）がこの地に移転し現在に至っている。軍施設や教育機関が町内もしくは近隣地区に所在していたことから、町の西側の境界を走る旧国鉄宇品線には1932年兵器支廠前駅（その後上大河駅と改称）が開設された（現在の「広島大学附属病院前」交差点付近）。
第二次世界大戦後に陸軍兵器廠が廃止されると、その跡地には原爆により水主町の庁舎が壊滅した県庁（1946年〜1956年に霞町に所在）などの官公庁が移転した。そして県庁が基町に移転した後の1957年、広島大学霞キャンパス（医学部・附属病院）が移転、さらに中国管区警察学校・県警察学校も同跡地に移転してきた。また1966年この地区を横断する新広島バイパス（現在の国道2号線）の開通（このため上大河駅および宇品線は廃止に追い込まれた）により急速に宅地化が進行、1966年にはバイパス南側の地区が西霞町・東霞町として分立、1970年には北側の地区は「霞一丁目」とされた（ただしこの時点で二丁目は存在しない）。1971年より段原再開発の東部地区の一部として再開発が開始され、1980年6月1日再開発に伴い一丁目の南半分が霞二丁目として分立、現行の3町への分割が完了した。

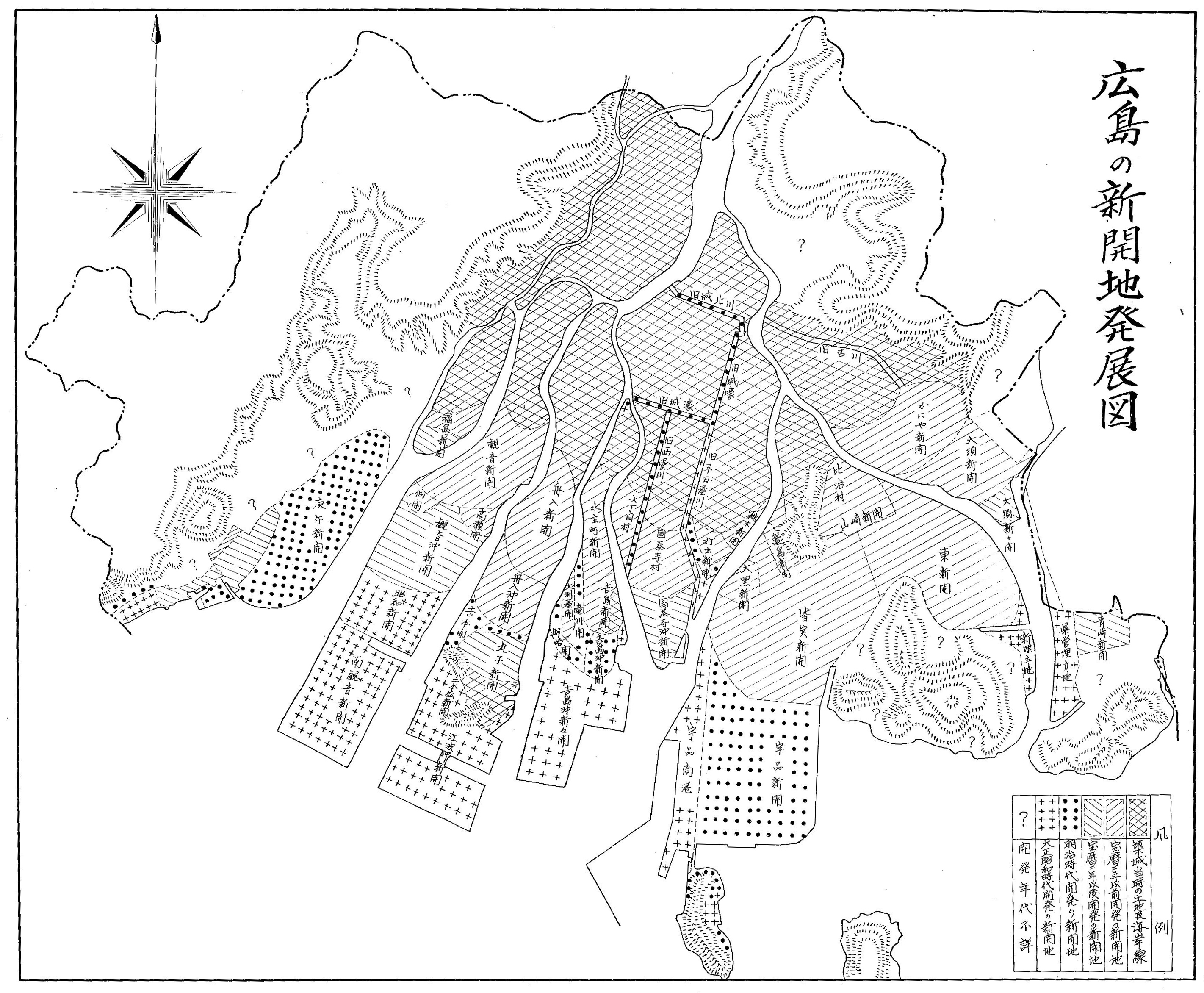
広島の新開地発展図（『概観広島市史』1955年） / 現在の「霞」地区を含む東新開が宝暦3年（1753年）以前の開発であり、広島築城時にはこの地区が海であったことが示されている。
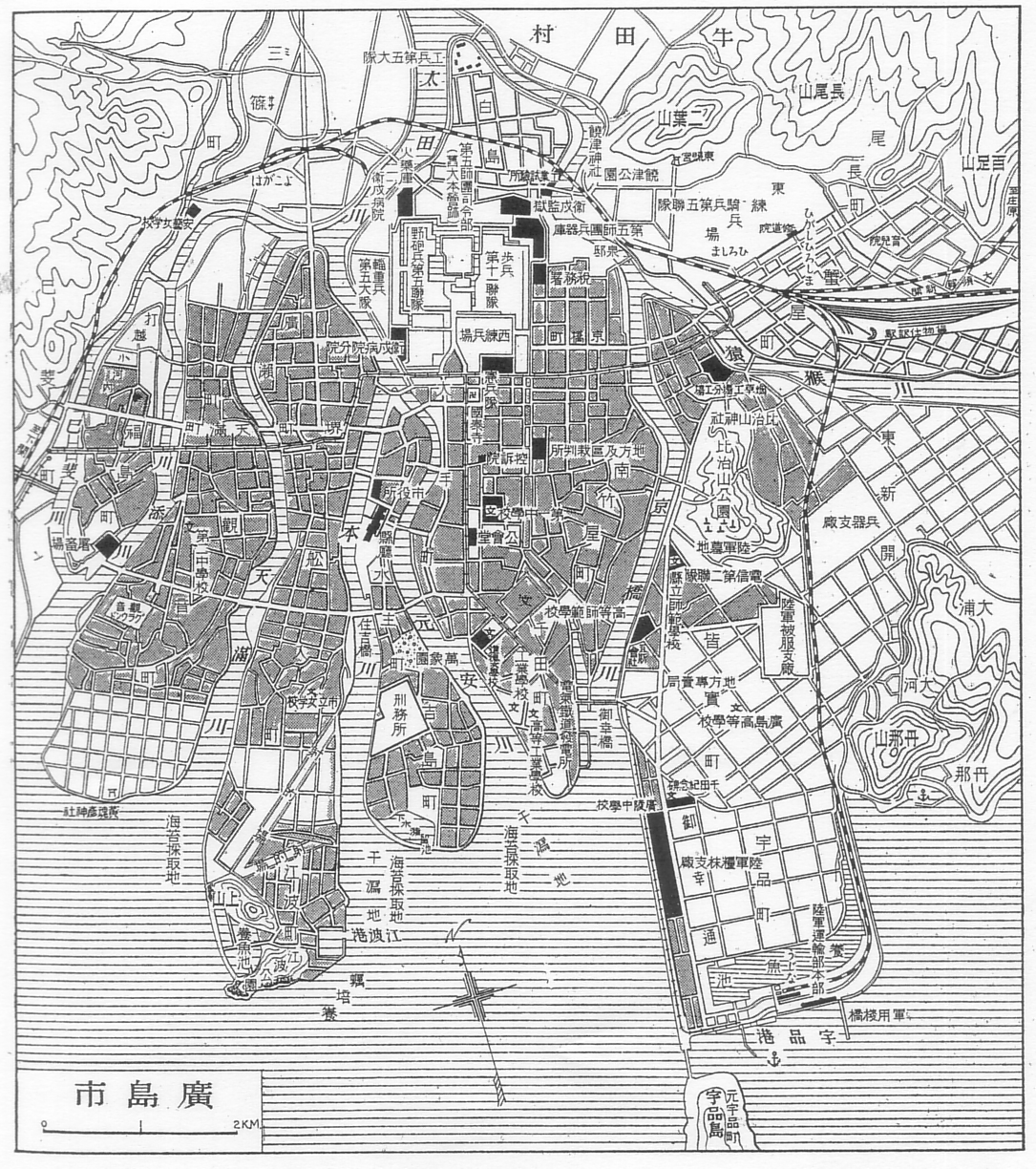
1930年頃の広島市地図 / 現在の霞地区一帯は「東新開」とされている。また町域のほぼ半分が「兵器支廠」の敷地で占められていたことが分かる。
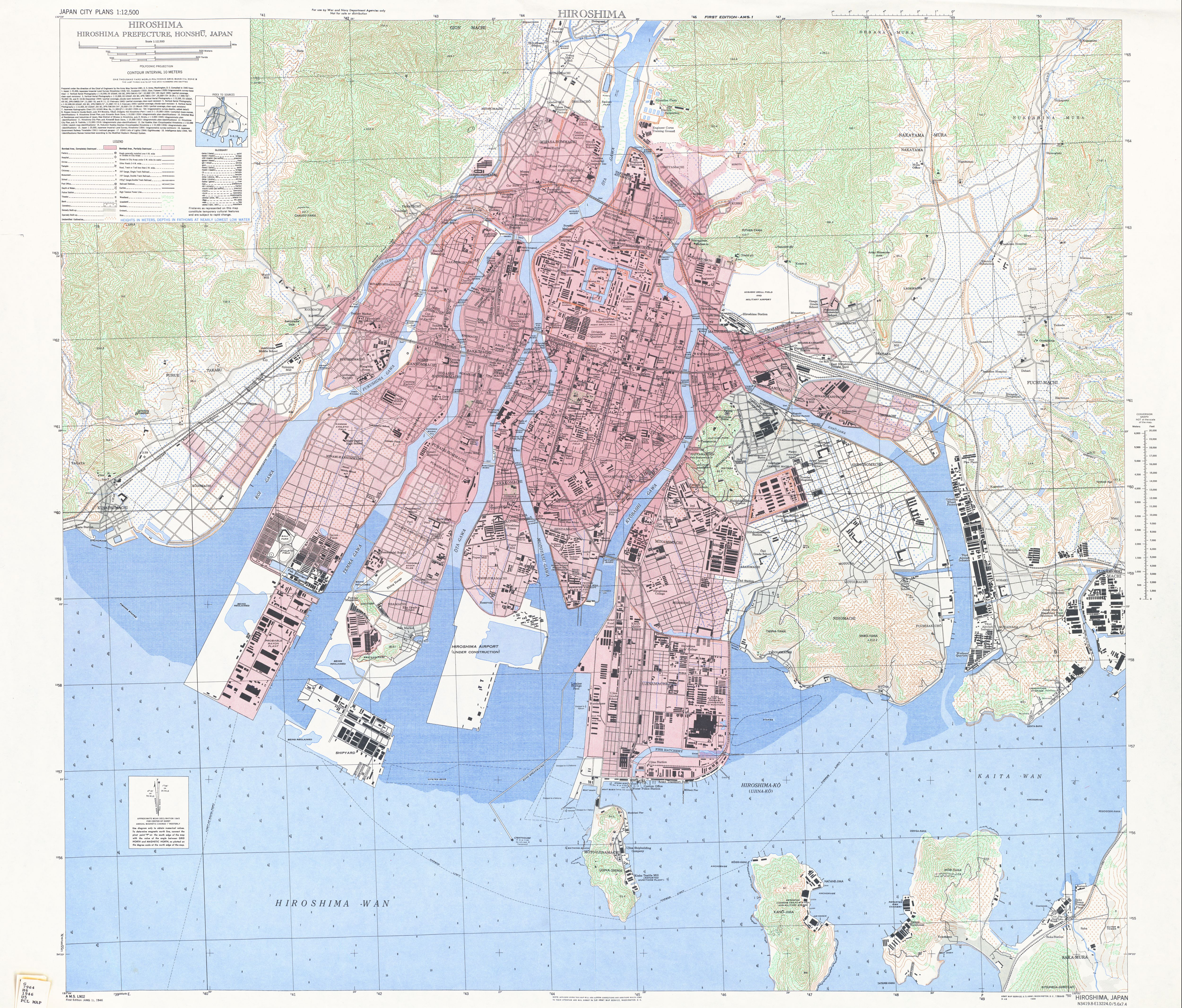
1945年の米軍による広島市地図 / "KASUMICHŌ"（霞町）が確認できる。

## 施設

### 公共施設
- 中国四国管区警察局中国四国管区警察学校
- 広島霞郵便局
- 広島東霞郵便局
- 広島大学病院
- 広島大学医学資料館 - 重要文化財身幹儀（星野木骨）を保管している。
- 広島大学原爆放射線医科学研究所
- 全国建設工事業国民健康保険組合広島県支部

### 行政機関
- 広島市役所都市活性化局段原再開発部

### 宗教施設
- 稲生神社
- 安芸イエス之御霊教会
- 金光教広島中部教会
- 普明会教団広島支所

### 教育施設
- 広島大学霞キャンパス - 医学部・歯学部・薬学部・大学病院・原爆放射線医科学研究所
- 学校法人比治山学園比治山女子中学校・高等学校
- 税務大学校広島研修所
- 広島市立段原中学校

### 公園
- 西霞町公園

### かつて存在していた施設
- 広島陸軍兵器補給廠
- 広島県庁舎

戦後廃止された陸軍兵器補給廠の跡地に1946年県庁が移転、旧補給廠の施設を利用しつつ1956年に現在地の基町に移転するまで立地していた。この跡地に移転したのが広島大学の医療系学部・広島大学病院など（広島大学霞キャンパス）である。
- 広島県警察学校
- 広島県警察機動隊

段原再開発事業の一環として2008年までに広島県安芸郡坂町平成ヶ浜に移転し、跡地には広島市立段原中学校が移転。

## 交通

### 道路
- 国道2号線

## 関連書籍
- 大竹嘉治 『広島大河附近の街 旭町 翠町 出汐町 霞町 丹那新町』 大河郷土史研究会、1981年
- 『広島県の地名』（日本歴史地名大系 第35巻） 平凡社、1982年
- 『角川日本地名大辞典 第34巻：広島県』 角川書店、1987年 ISBN 4040013409

## 関連事項
- 広島市町名・地区一覧 - 南区 (広島市)
- 皆実町・翠・西翠町・出汐・旭・西旭町：霞地区を含む「東新開」と同時に造成された「西新開」に包括される地区であり、のち「皆実新開」と改称された。